# Gaspar Melchor de Jovellanos

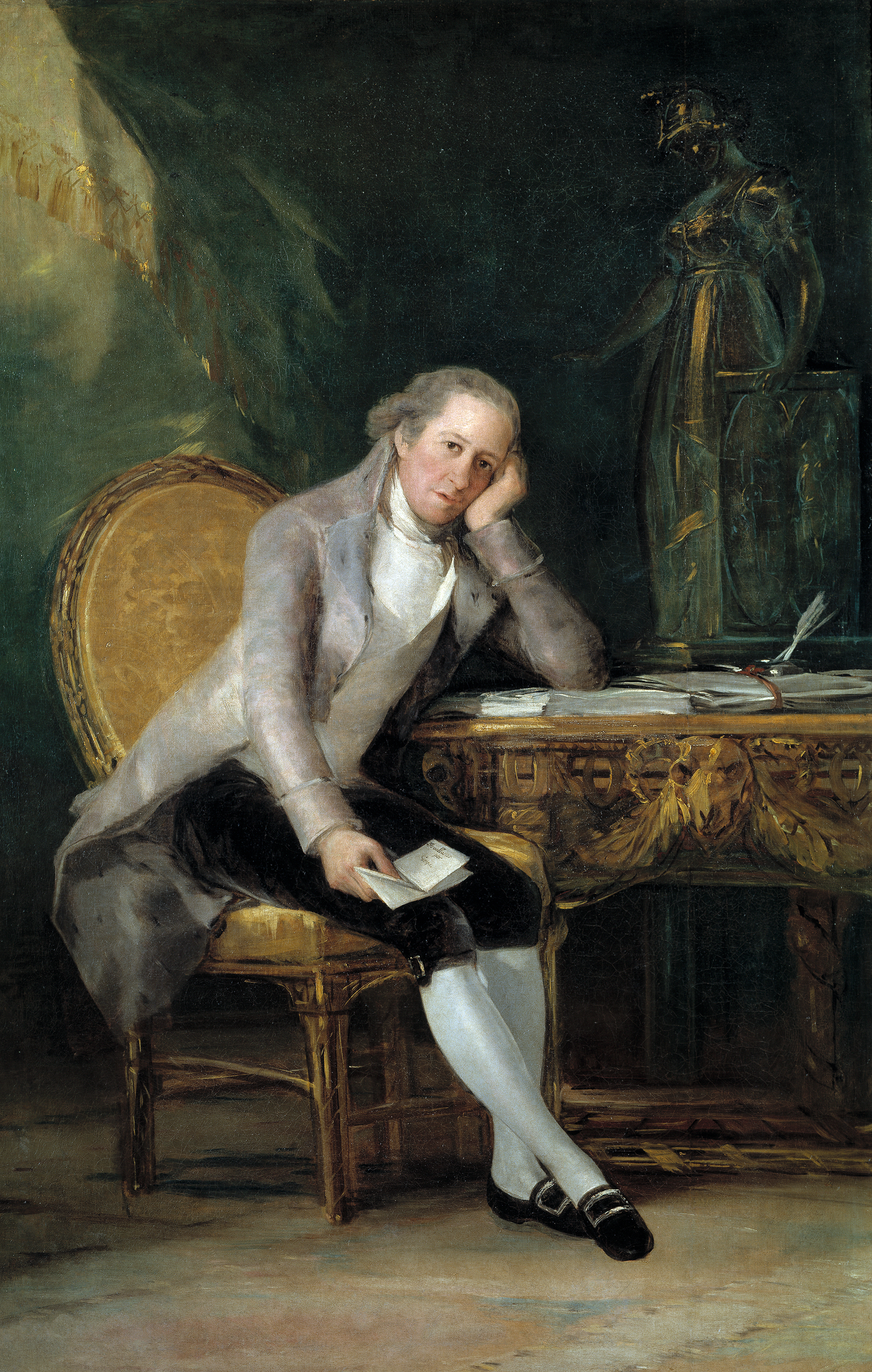
Gaspar Melchor de Jovellanos, porträtterad av Francisco de Goya (1798).

Gaspar Melchor de Jovellanos, född 5 januari 1744 i Gijón, död 27 november 1811 i Puerto de Vega, var en spansk statsman och författare.

## Biografi
Gaspar Melchor de Jovellanos blev 1768 domare i Sevilla, förflyttades 1778 till Madrid som alkald och fick många värv anförtrodda sig under Karl III:s reformvänliga regering. Vid Karl IV:s tronbestigning och ministern Cabarrus fall förvisades Jovellanos 1790 av Manuel de Godoy till Gijón, där han kraftigt verkade för industri, kommunikationer och skolväsen.

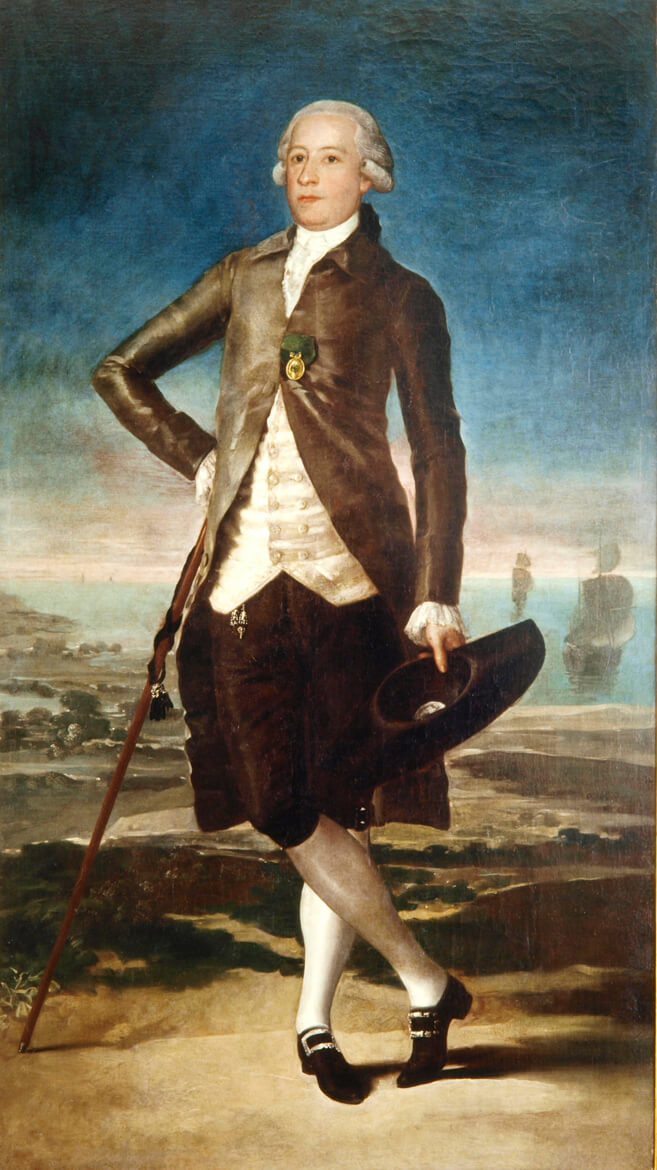
Gaspar Melchor de Jovellanos, porträtterad av Goya.

Han återkallades 1797 och var under ett år justitieminister, varefter han ånyo genom Godoys intriger utan rannsakning och dom förvisades till Mallorca och hölls där i strängt fängelse i sju år, tillbringade under vetenskapligt arbete. Jovellanos utnämndes därefter av kung Joseph Bonaparte till inrikesminister, men avböjde utnämningen för att i stället ägna sina krafter åt den patriotiska centraljuntan i Sevilla. 
Hans hälsa var emellertid bruten, han återvände 1810 till sin födelsestad, men måste fly för fransmännen på ett fartyg, som förliste 1811 vid Puerto de Vega.

## Verk
Jovellanos var högt uppburen såväl av anhängare som motståndare. Spanska akademien förlänade honom 1781 titeln "académico supernumerario". Han räknas till förgrundsgestalterna i den spanska upplysningstiden.
Av Jovellanos arbeten kan nämnas Informe sobre la ley agraria (1794), som även utanför Spanien förvärvade honom ett berömt namn i jordlagstiftningens historia, Memoria sobre las diversiones publicas (1812), tragedin Pelayo, komedin El delinquente lionrado och satiren Pan y toros, ett skarpt angrepp mot tjurfäktningar.